# 太平溪

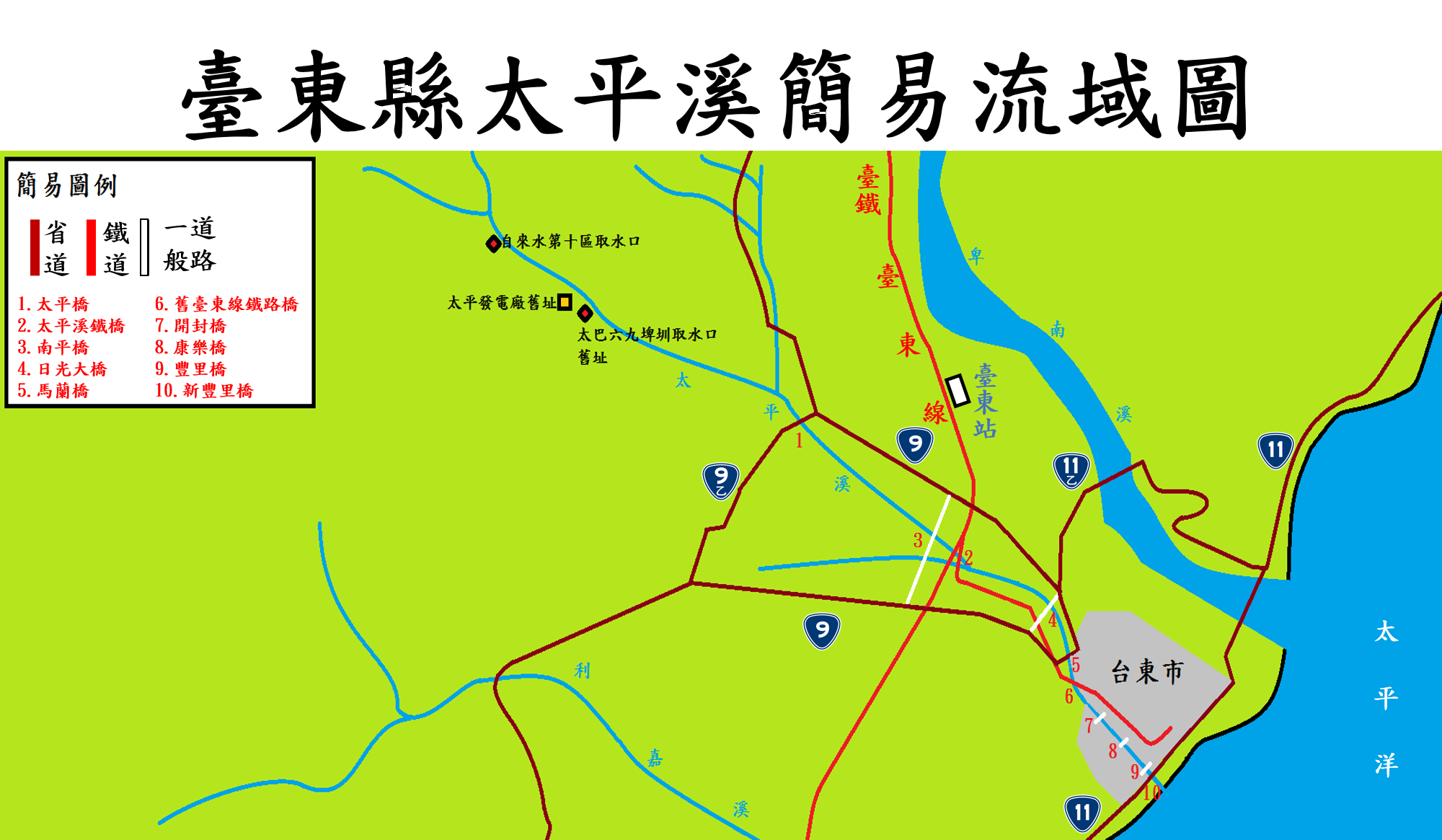
太平溪簡易流域圖

太平溪位於臺灣東南部，舊名大巴六九溪，為一臺東縣縣市管河川，幹流長度20.50公里，流域面積88.00平方公里，分佈於臺東縣中部，包含臺東市中部及卑南鄉中部。主流發源於標高1,548公尺之馬里山東南側，向東南流經上太平、太平、灰窰子，於臺東市東海國中附近注入太平洋。

## 水系主要河川
- 太平溪：臺東縣臺東市、卑南鄉
  - 萬萬溪：卑南鄉
    - 舊斑鳩溪：卑南鄉
    - 新斑鳩溪：卑南鄉

  - 大巴六九溪：卑南鄉

## 主要橋梁
- 由源頭至出海口排列

### 太平溪主流
- 太平橋
- 南平橋
- 太平溪鐵橋

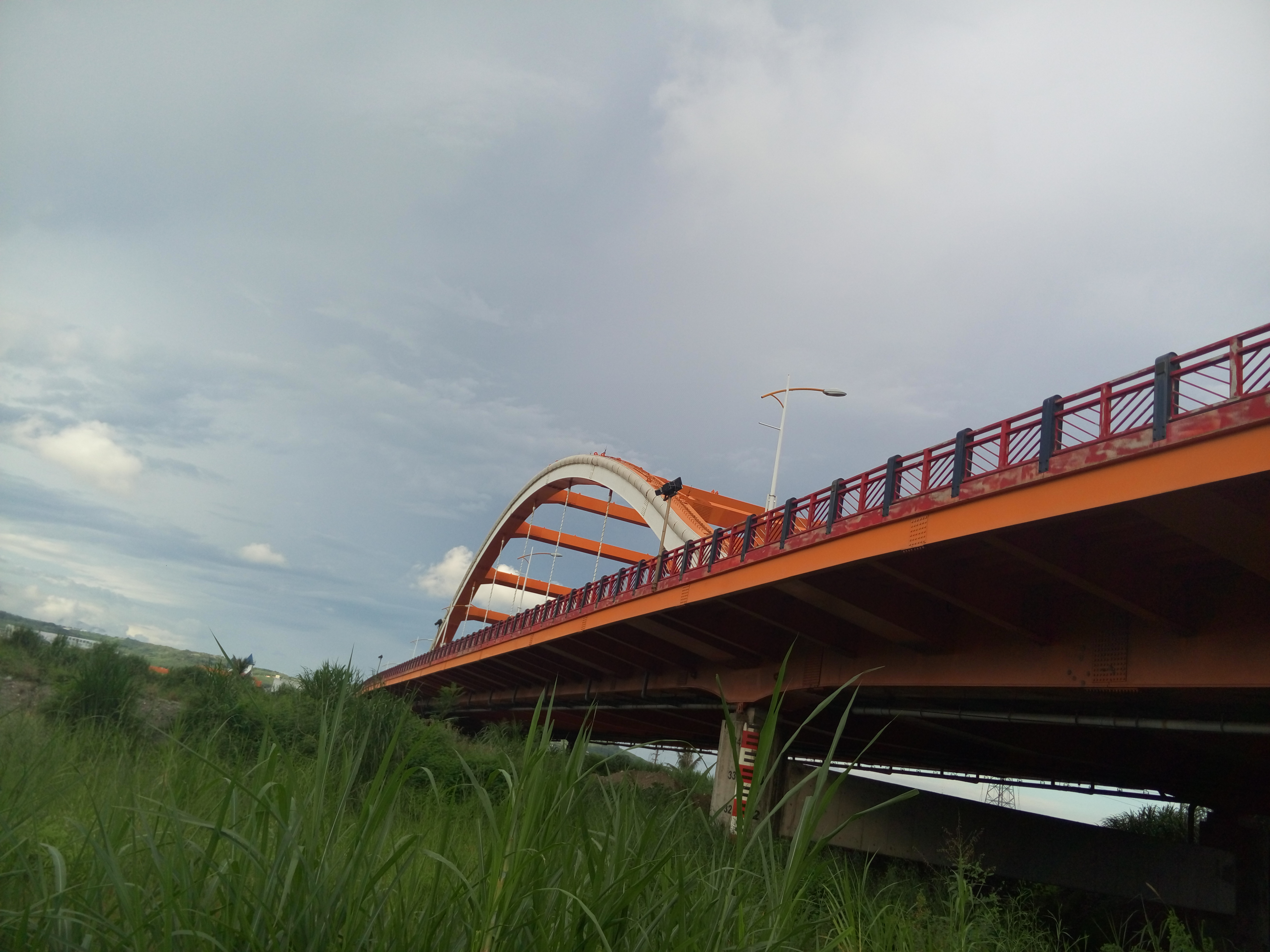
日光大橋
- 馬蘭橋
- 舊臺東線鐵路橋
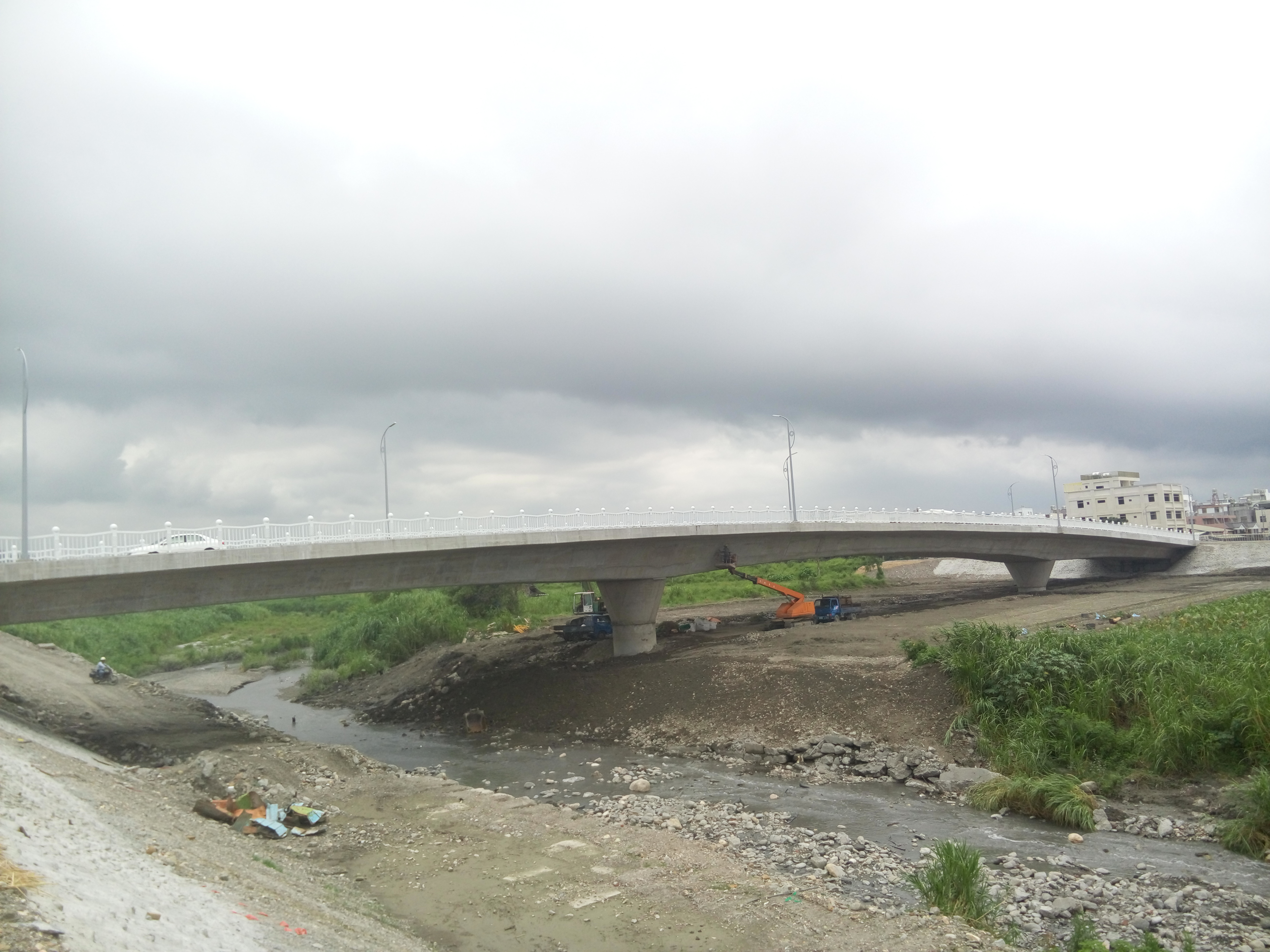
開封橋
- 康樂橋
- 豐里橋
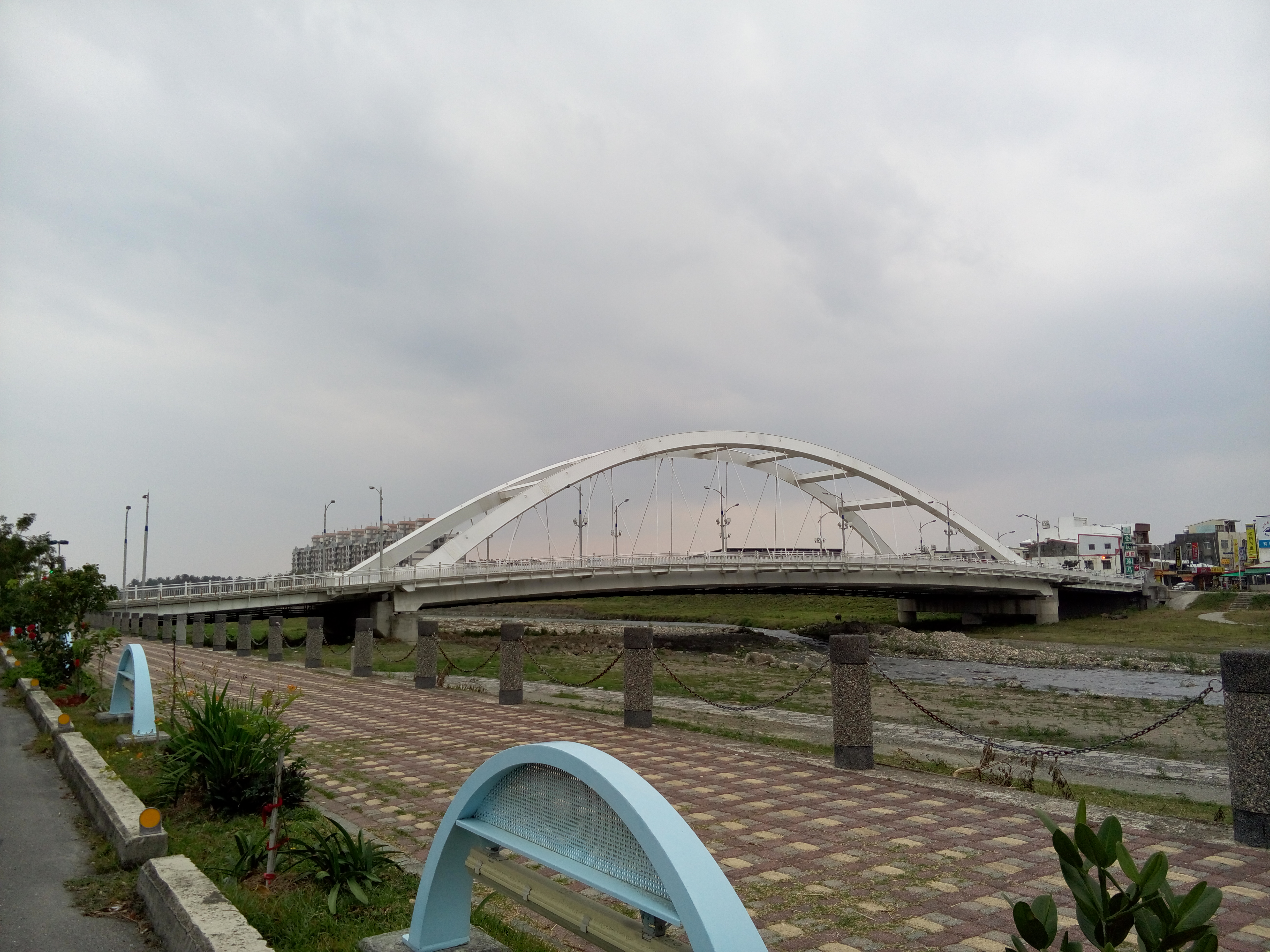
新豐里橋

- 日光大橋
- 新開封橋
- 豐里橋新橋
（非靠出海口處的新豐里橋）

## 圖集

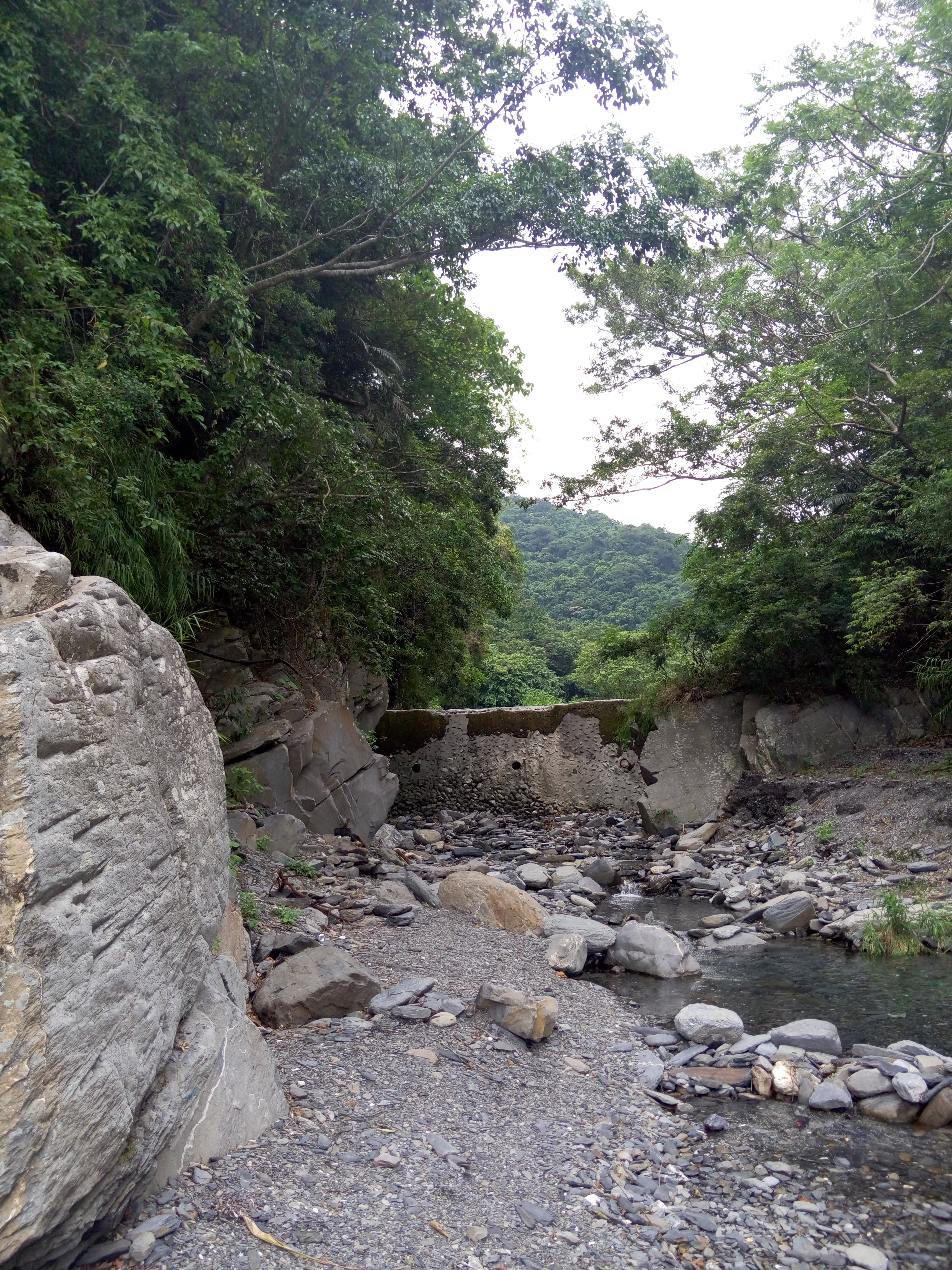
太平溪上游三號攔沙壩
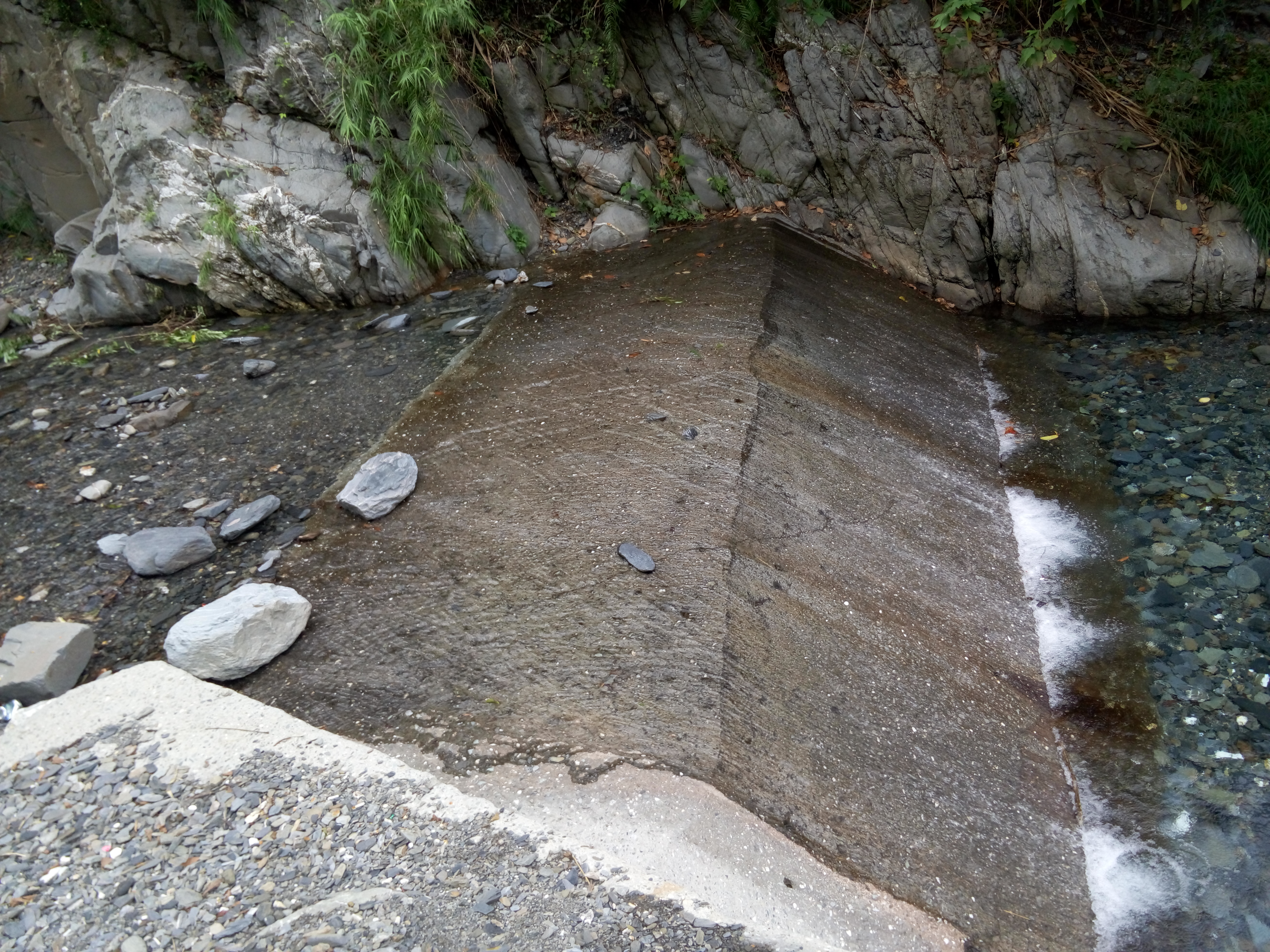
太平溪上游號攔沙壩副壩
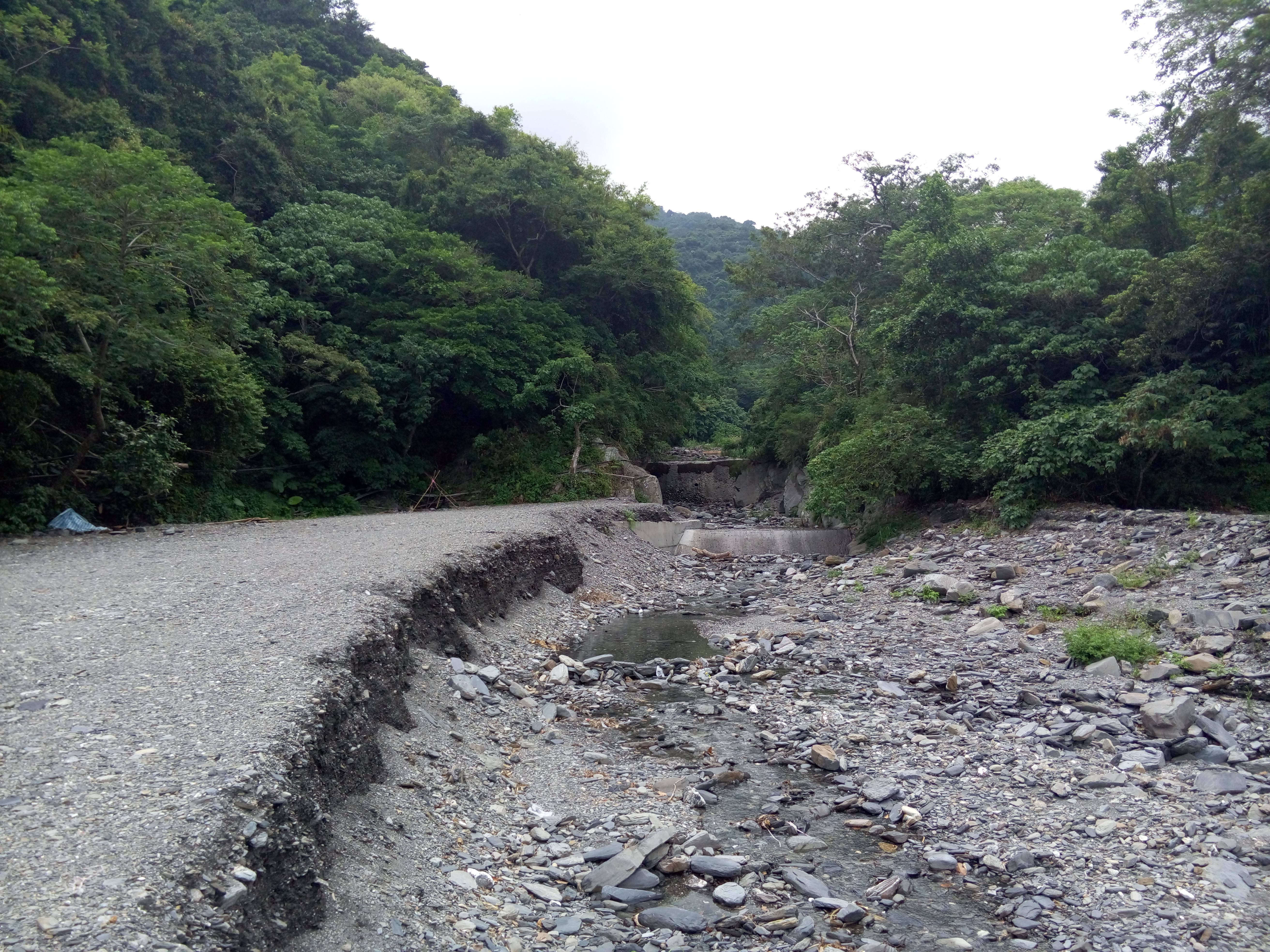
太平溪上游
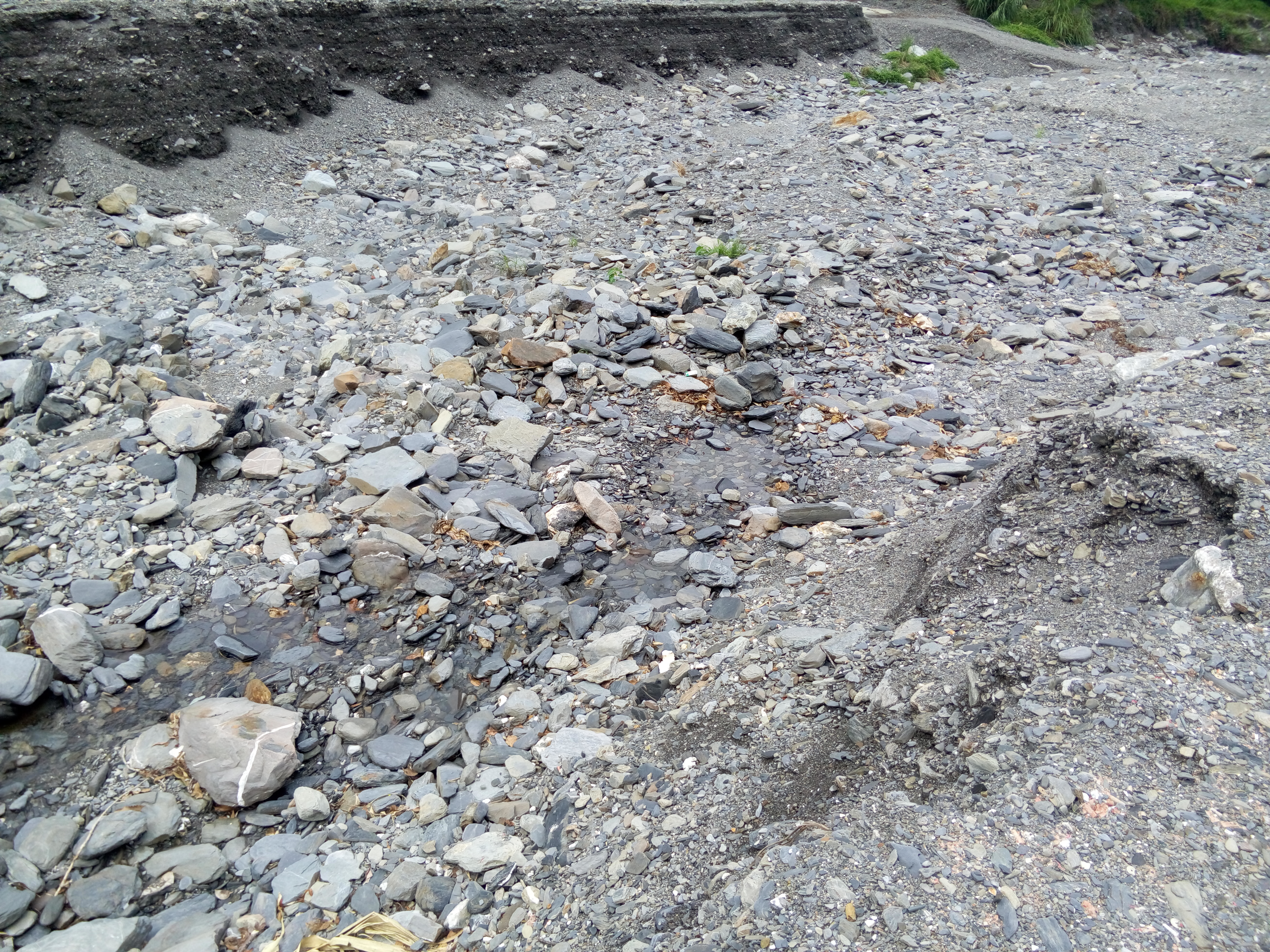
太平溪伏流起點處，約到達太平橋下游處水流才會浮現至溪流。
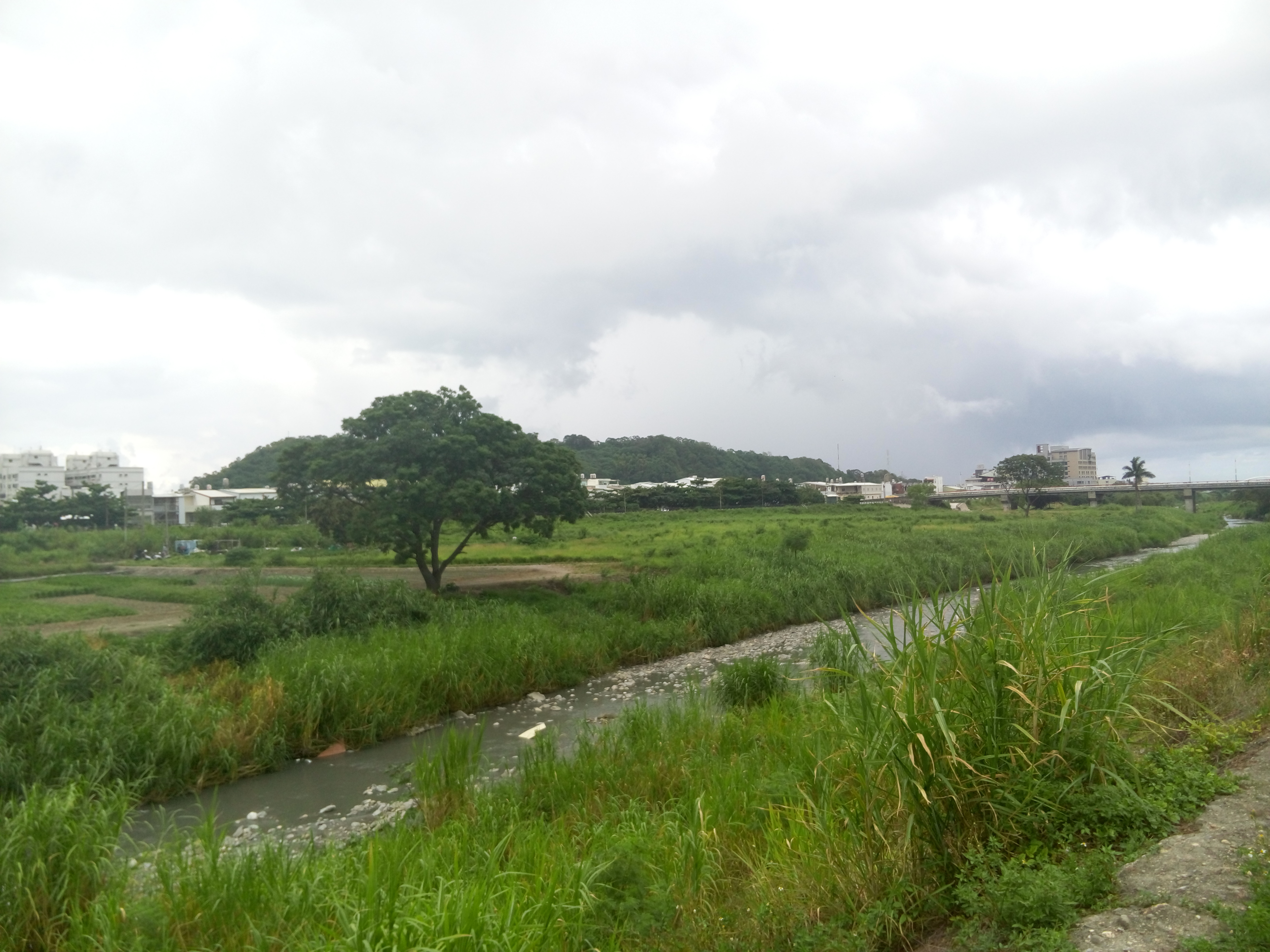
太平溪下游，介於開封橋與康樂橋之間，太平溪下游水源大多數均來自灌溉圳道的尾水，因此受限於灌溉圳道是否通水。

## 水利設施
- 臺灣自來水公司第十區自來水取水口
- 太平發電廠（已被沖毀）
- 太巴六九埤圳（已被沖毀）